# 滇南脆蒴报春
滇南脆蒴报春（学名：Primula wenshanensis）为报春花科报春花属下的一个种。其种加词“wenshanensis”意为“云南文山的”。